# Bisdom Coroatá
Het bisdom Coroatá (Latijn: Dioecesis Coroatensis) is een rooms-katholiek bisdom in Brazilië met als zetel Coroatá. Het bisdom is suffragaan aan het aartsbisdom São Luís do Maranhão.

## Geschiedenis
Het bisdom werd opgericht op 26 augustus 1977 uit delen van het aartsbisdom São Luís do Maranhão. 

## Parochies
Het bisdom had in 2021 een oppervlakte van 19.071 km2 en telde 580.000 inwoners waarvan 79,9% rooms-katholiek was.

## Bisschoppen
- Reinaldo Ernst Enrich Pünder (5 mei 1978 - 16 januari 2011)
- Sebastião Bandeira Coêlho (16 januari 2011 - heden; coadjutor sinds 6 januari 2010)

São Luís do Maranhão (aartsbisdom) · Bacabal · Balsas · Brejo · Carolina · Caxias do Maranhão · Coroatá · Grajaú · Imperatriz · Pinheiro · Viana · Zé Doca